# Ciudad de Benín
Ciudad de Benín o Benin City (antiguamente llamada también Edo) es la capital y ciudad más grande del estado de Edo en el sur de Nigeria, además de ser la tercera ciudad más grande del país, por detrás de Lagos e Ibadán. Está situada aproximadamente a 40 kilómetros al norte del río Benín y 320 kilómetros por carretera al este de Lagos. La Ciudad de Benín es el centro de la industria del caucho de Nigeria y la producción de petróleo también es una industria importante. En 2016 contaba con una población de 1 496 000 habitantes.
Fue la ciudad más importante del reino Edo de Benín, que floreció durante el siglo XIII al XIX. Mantuvo importantes relaciones comerciales con Portugal durante los últimos siglos antes de ser arrasada en 1897 por una incursión punitiva británica. Los británicos se llevaron muchos tesoros y artefactos, incluidos los bronces de Benín, que siguieron a su victoria con una ocupación militar de la zona.
Los indígenas de la ciudad de Benín son el pueblo edo (el pueblo de Benín), y hablan el idioma edo y otros idiomas edoides. La gente de la ciudad tiene una de las culturas de vestimenta más ricas del continente africano y es conocida por sus abalorios, marcas corporales, brazaletes, tobilleras, trabajos de rafia y el cultivo de subsistencia de ñame, plátano y mandioca.

## Historia
En el siglo XV Benin City fue la capital del Reino de Benín, bajo el gobierno de Oba Ewuare.
En concordancia con las costumbres tribales africanas, los edo hacían esclavos de los prisioneros de guerra.  Aún en la última década del s. XIX se seguía practicando la esclavitud en Benín, puesto que seguía siendo país independiente.  La ciudad fue destruida en 1897 por los británicos durante la llamada Expedición Punitiva en Benín.
Al iniciarse la Guerra de Biafra, en 1967, fue la capital del efímero estado secesionista llamado República del Golfo de Benín (no confundir con la actual República de Benín, también llamada Dahomey), pero el ejército federal nigeriano no tardó en retomar el control.

## Galería

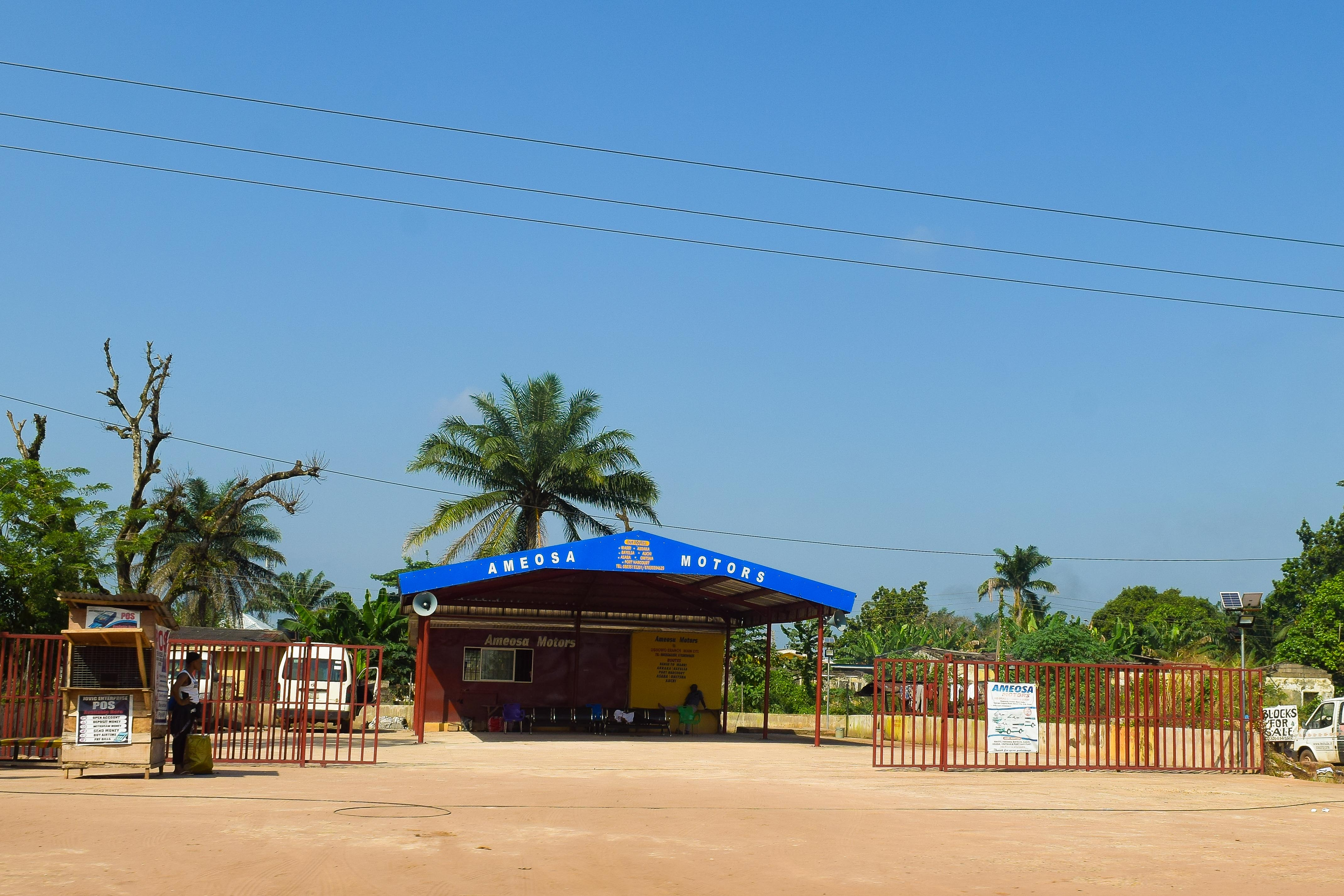
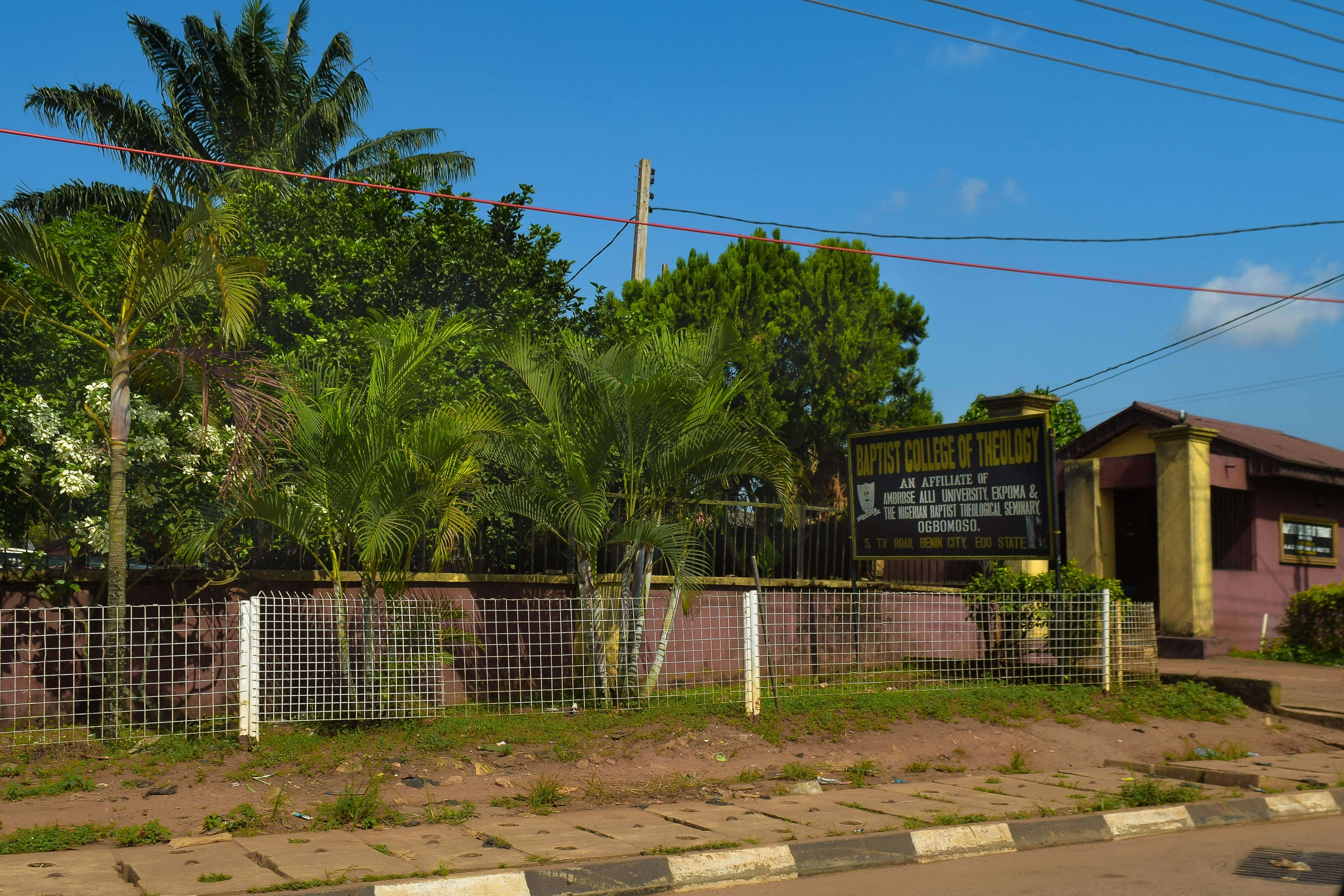
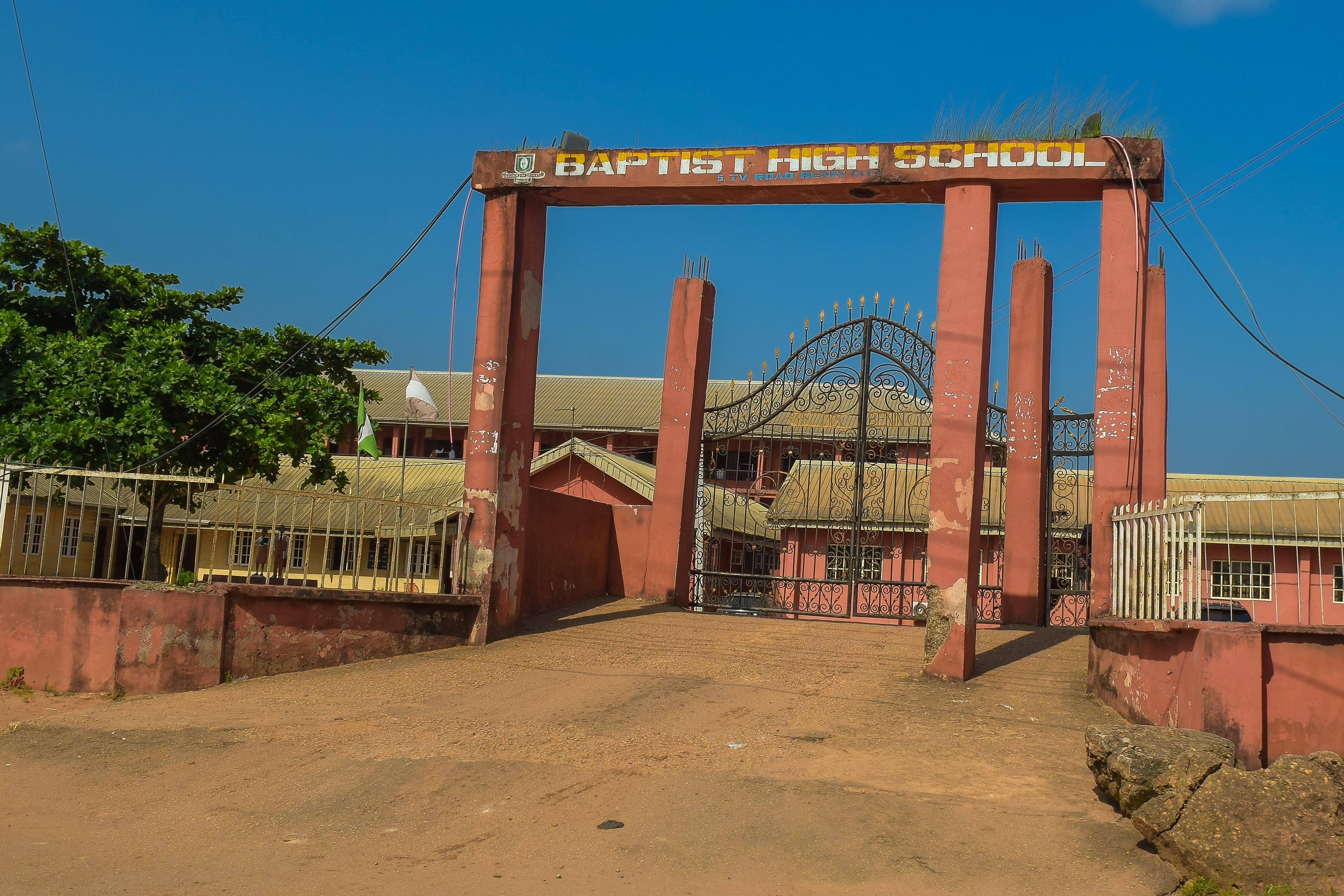
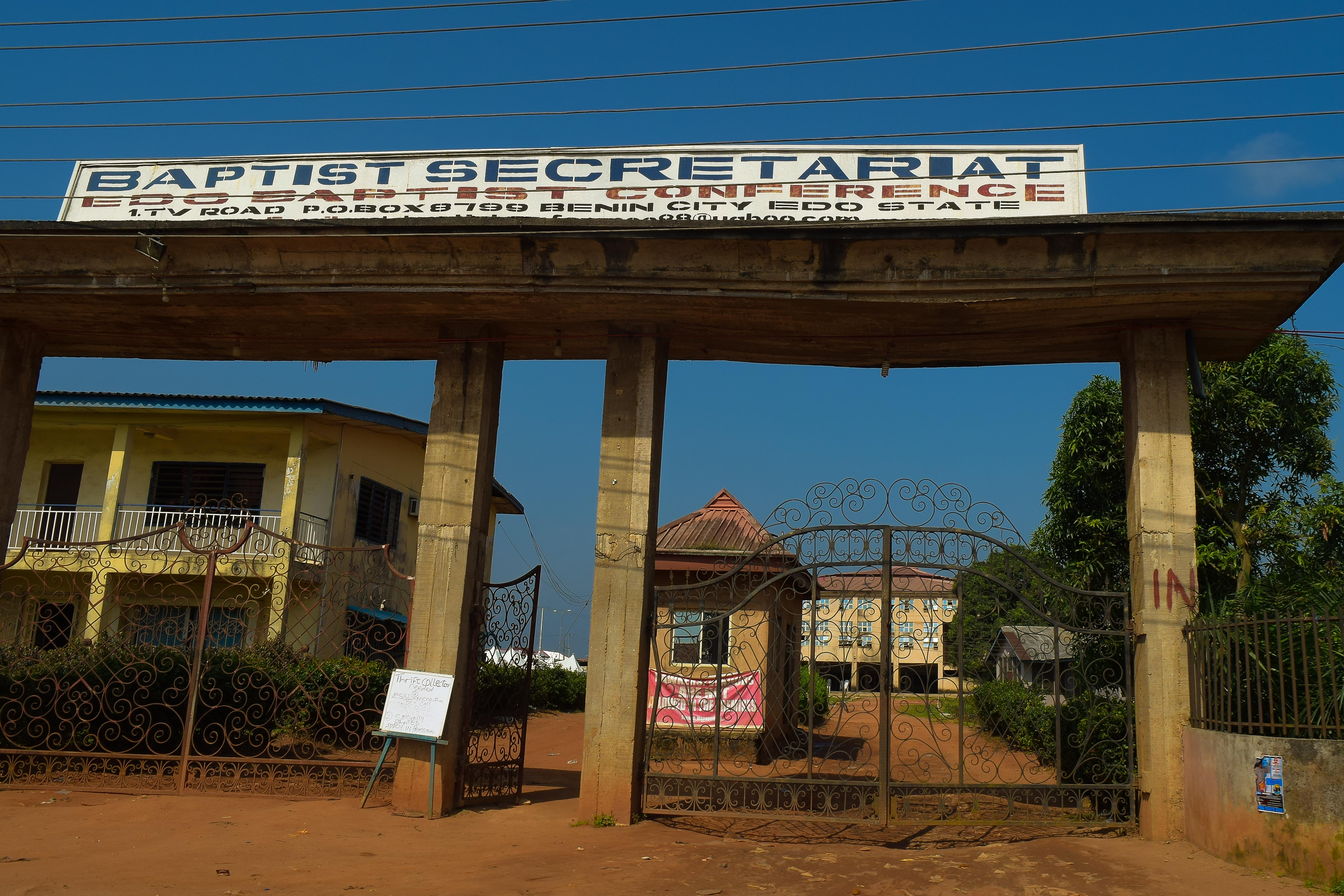
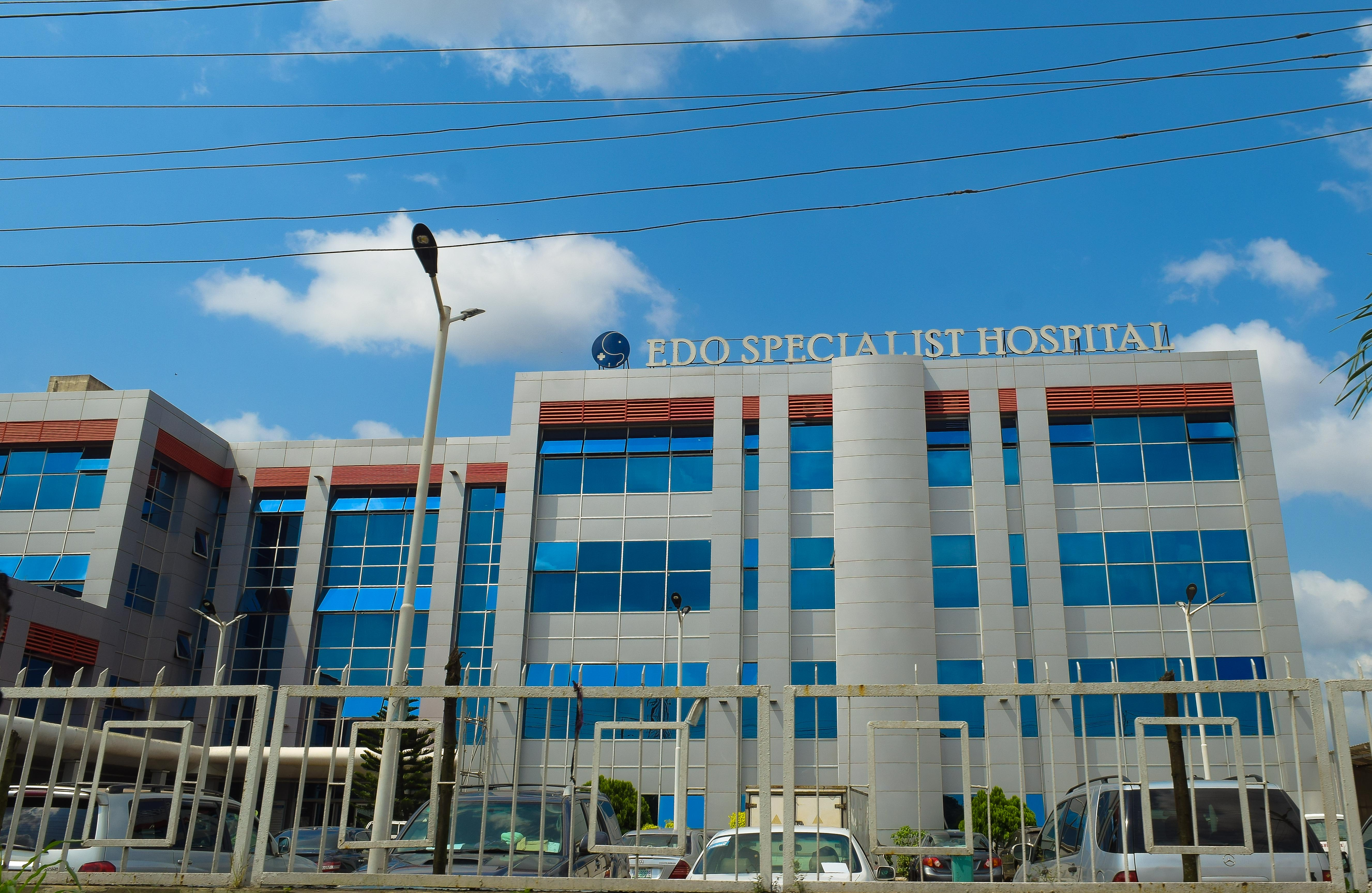
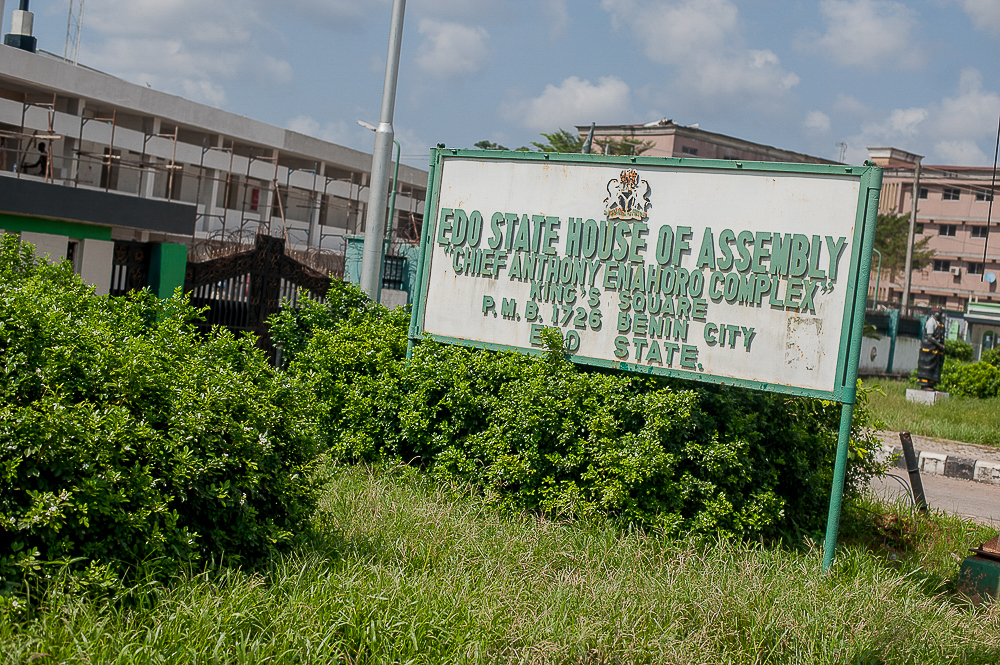
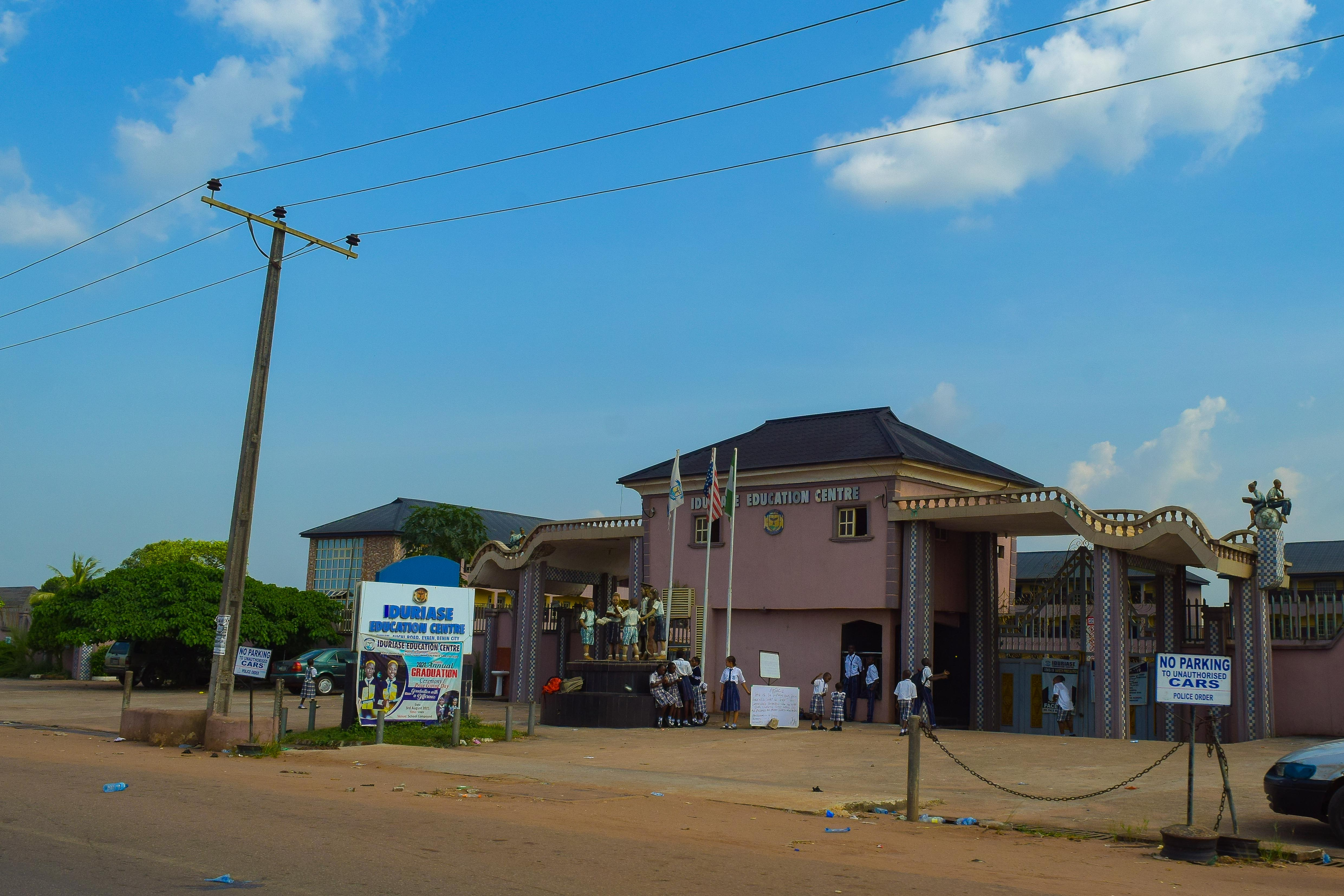
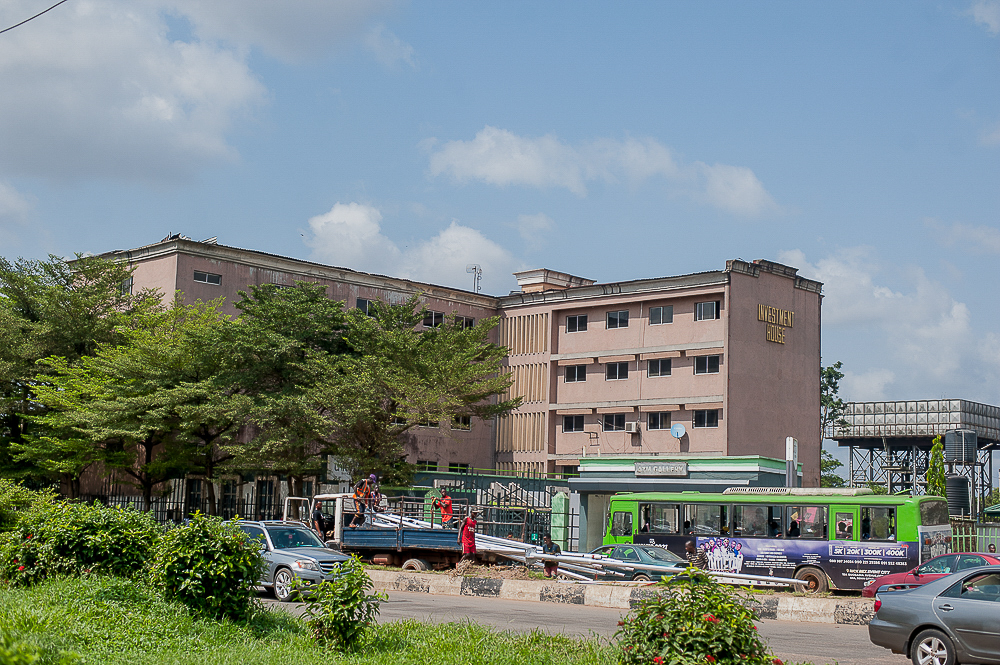
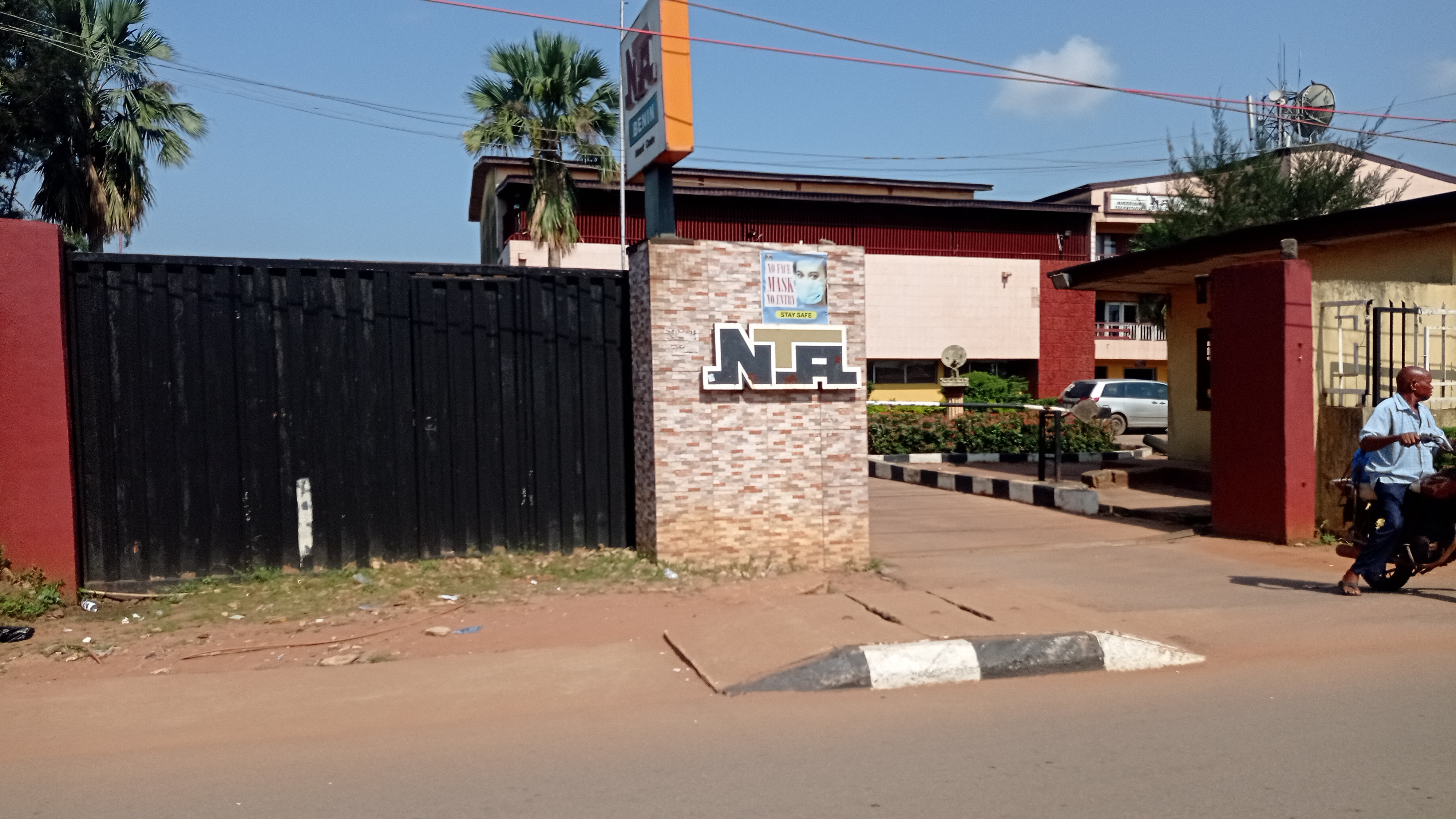
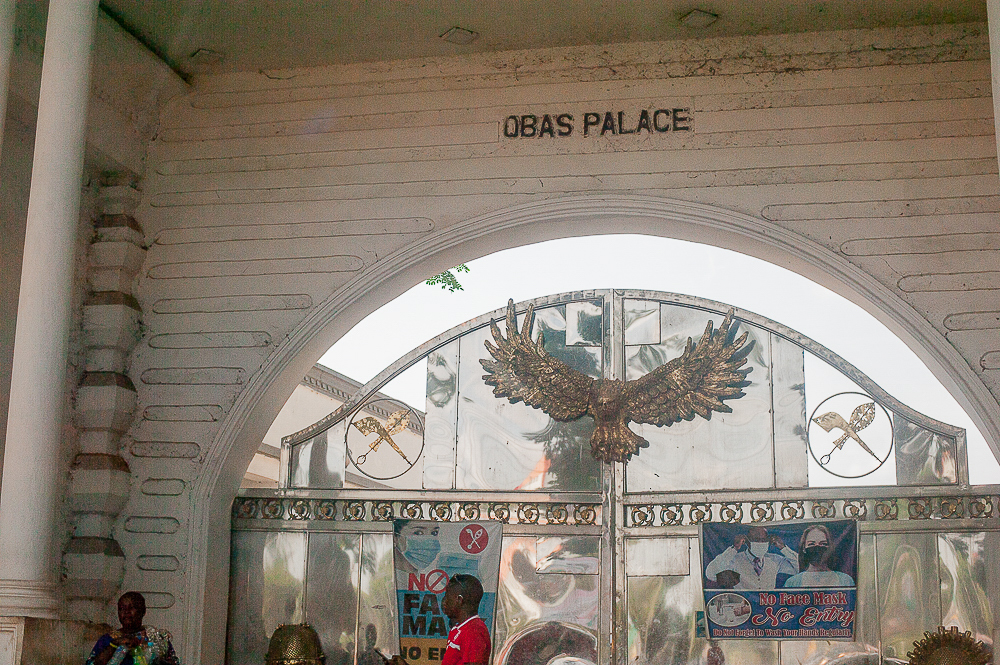
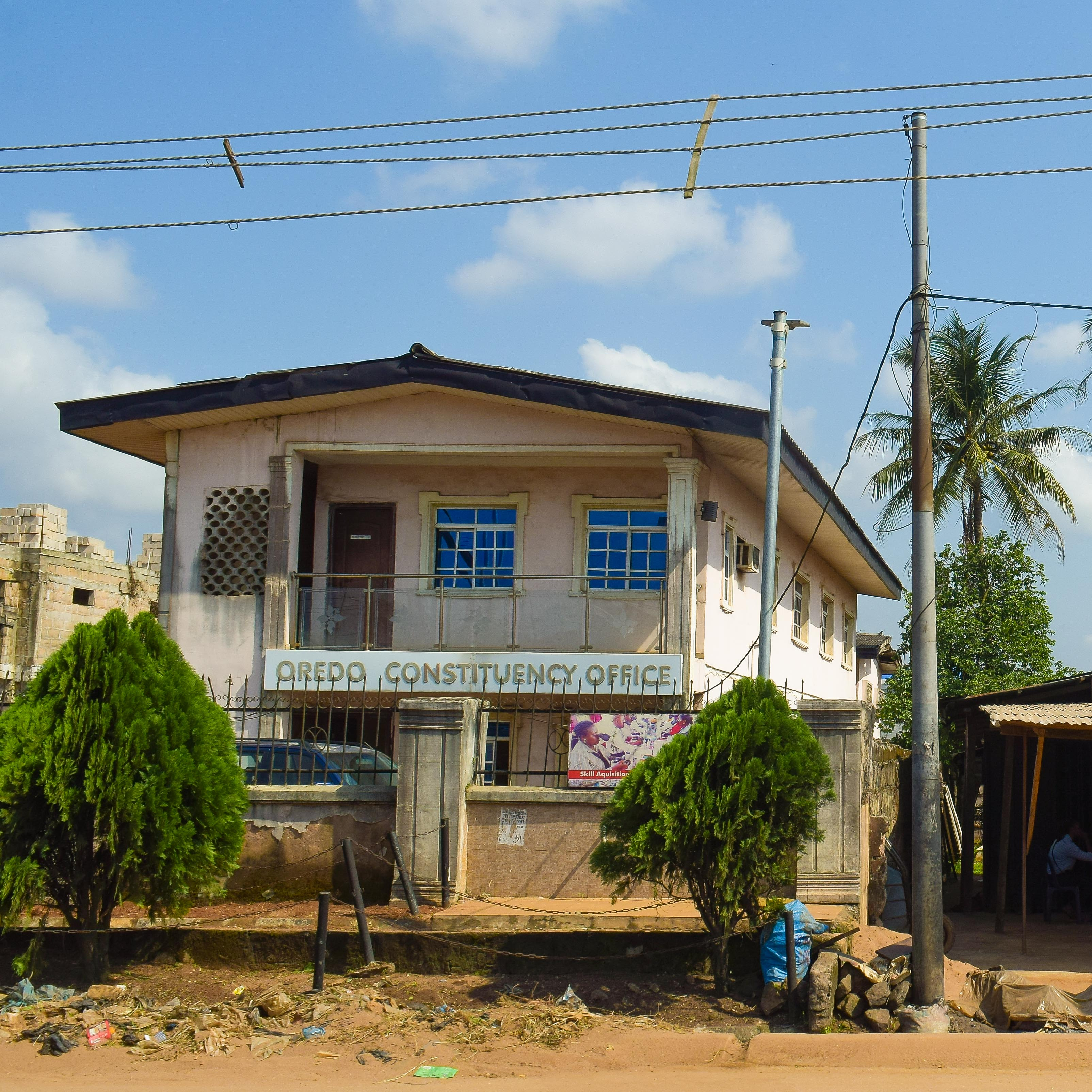
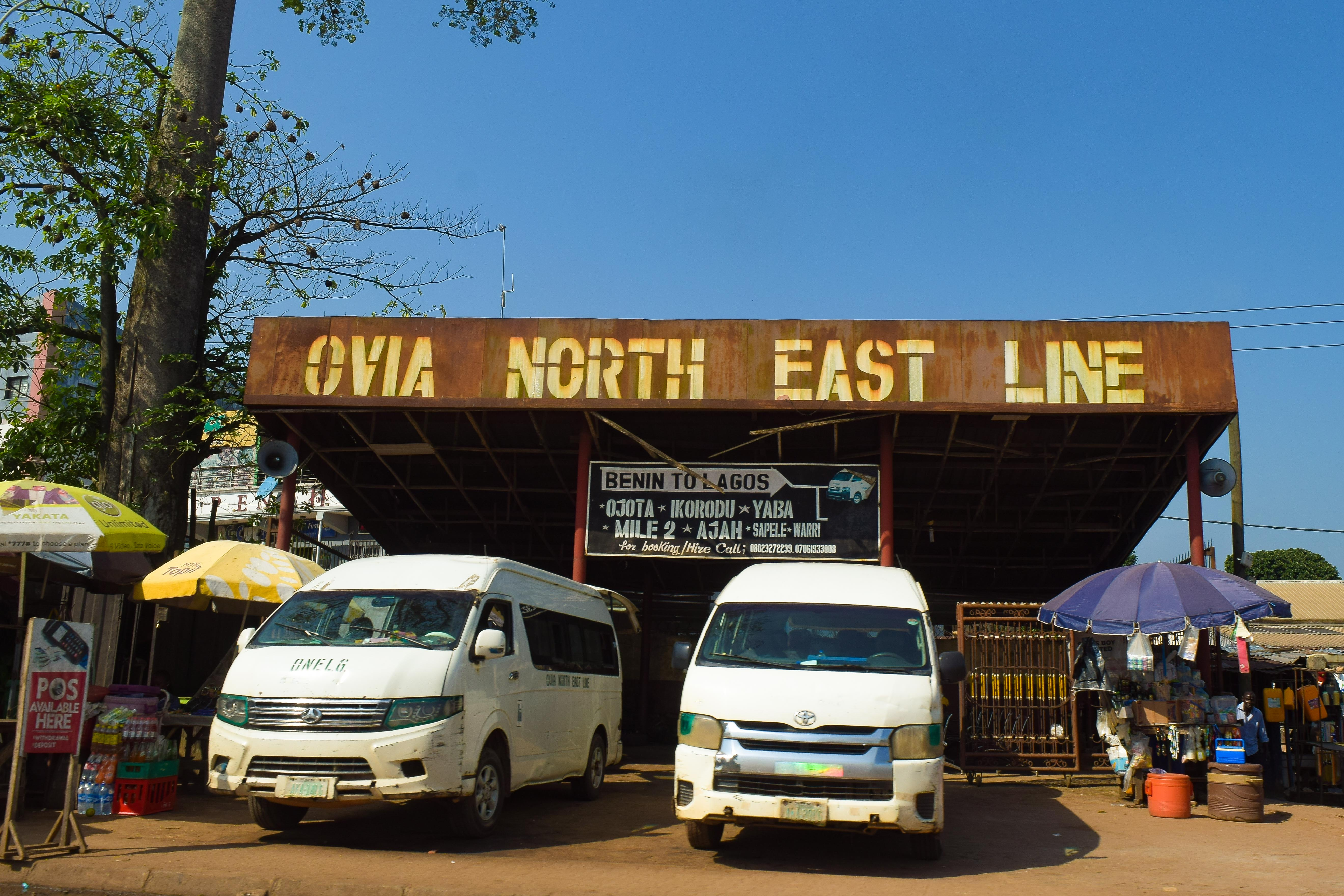
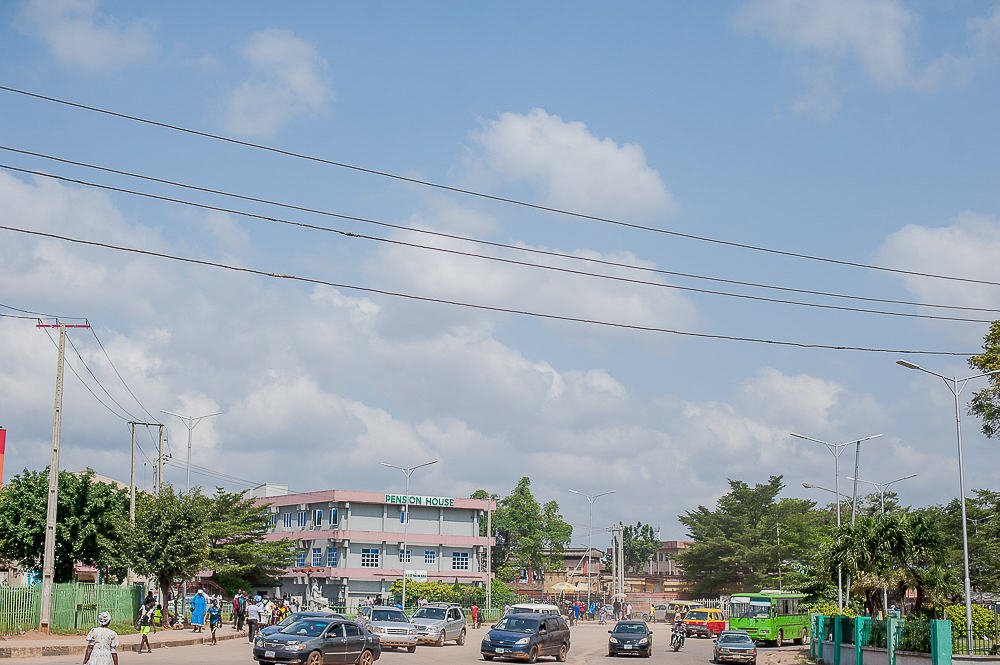
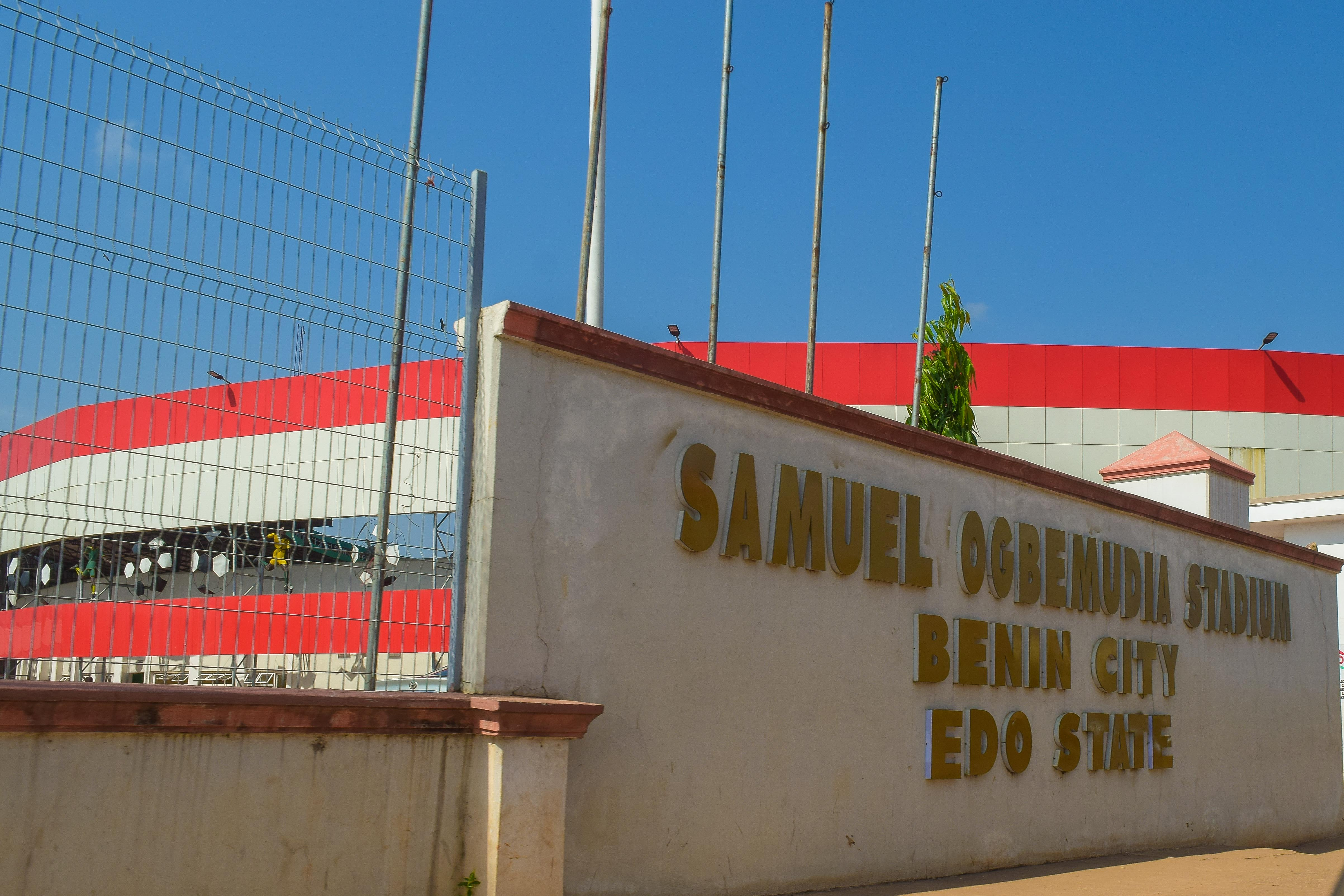
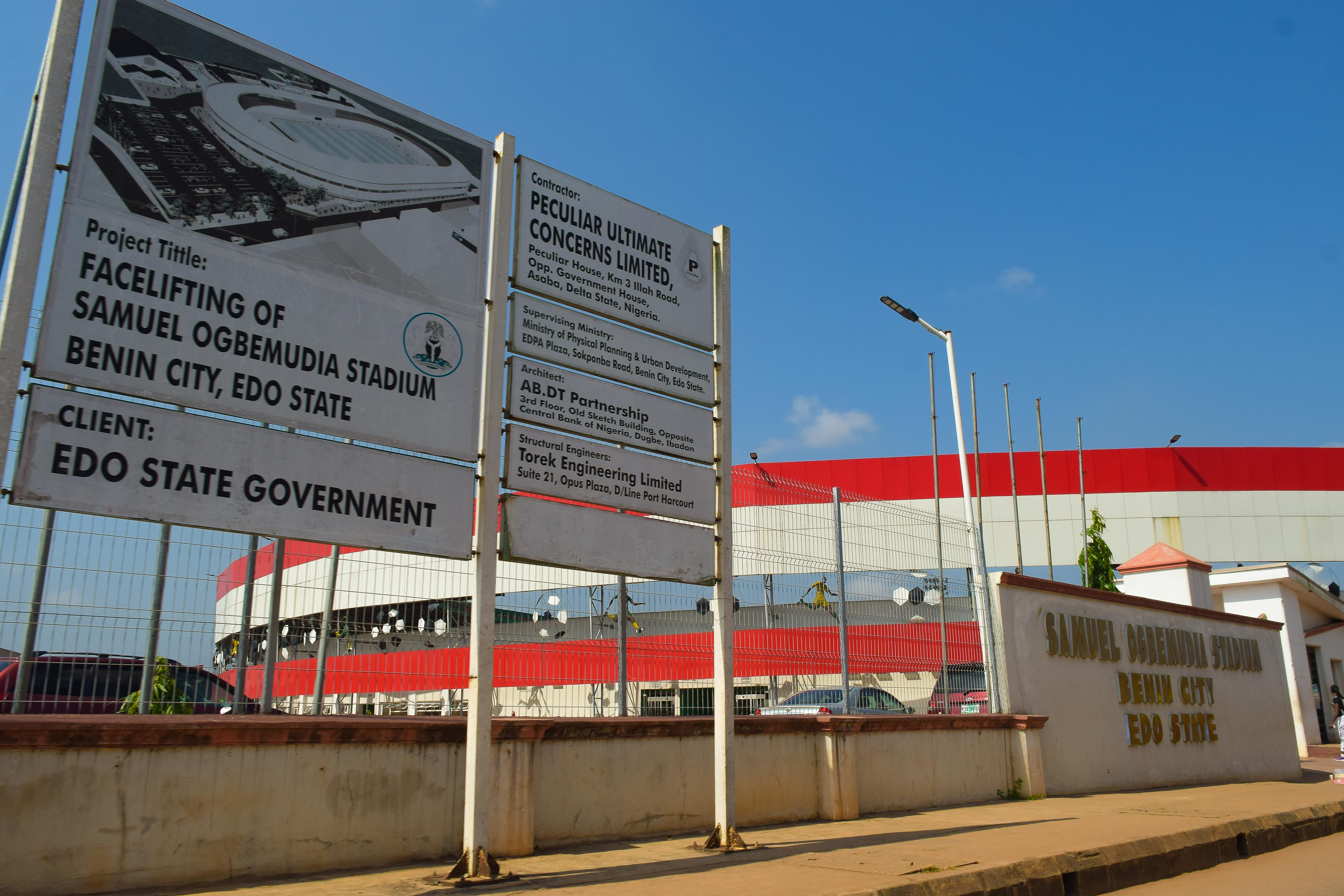
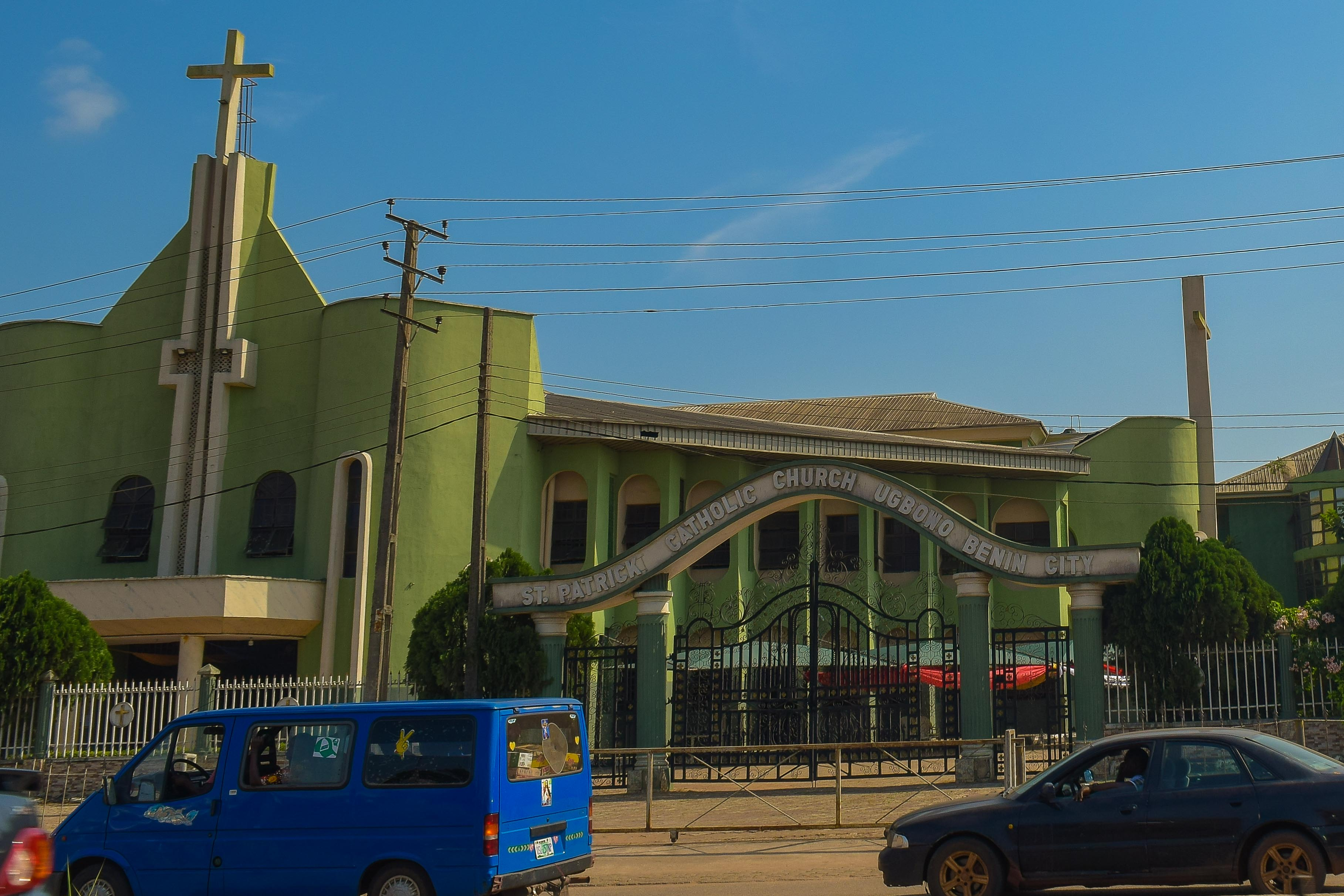
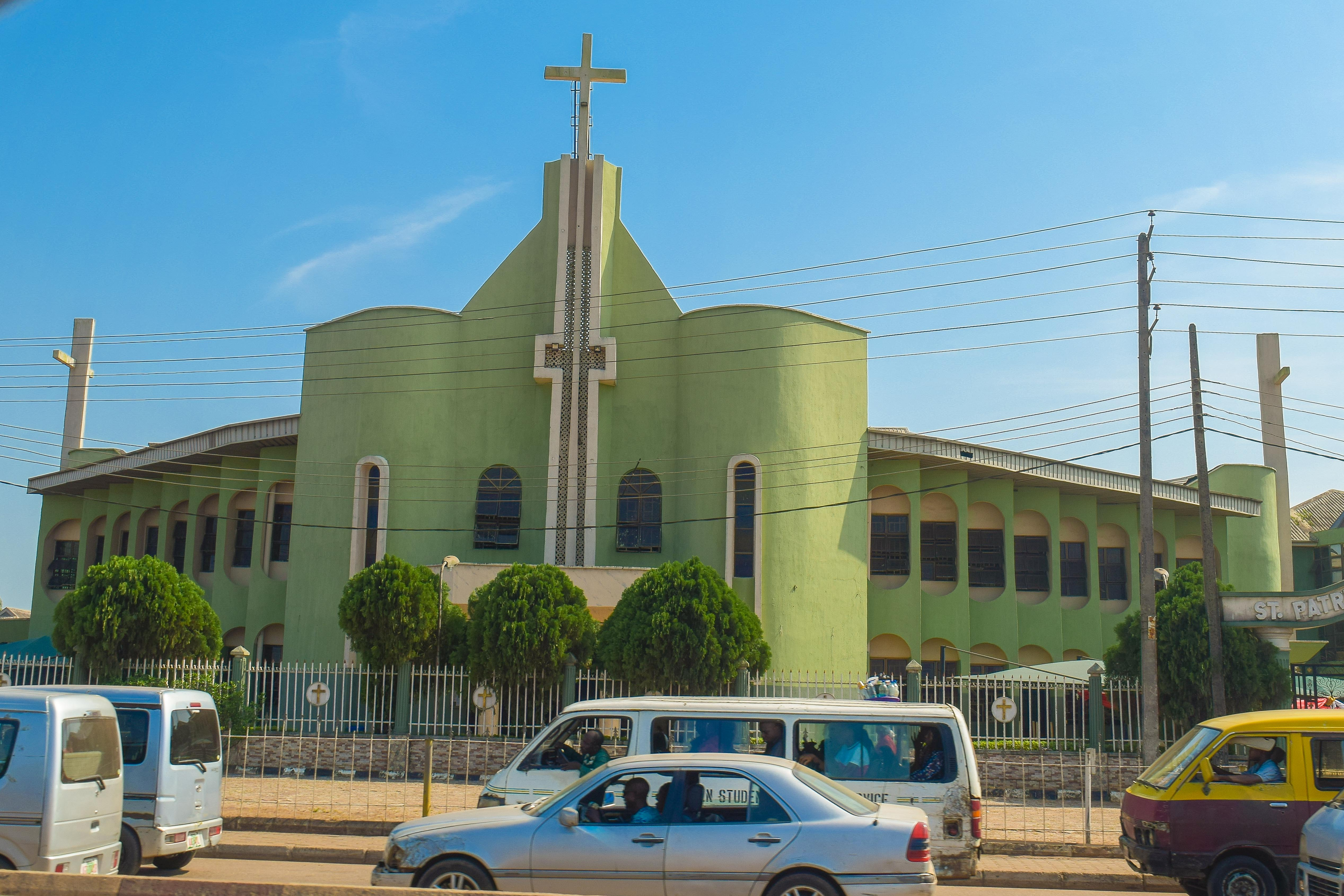
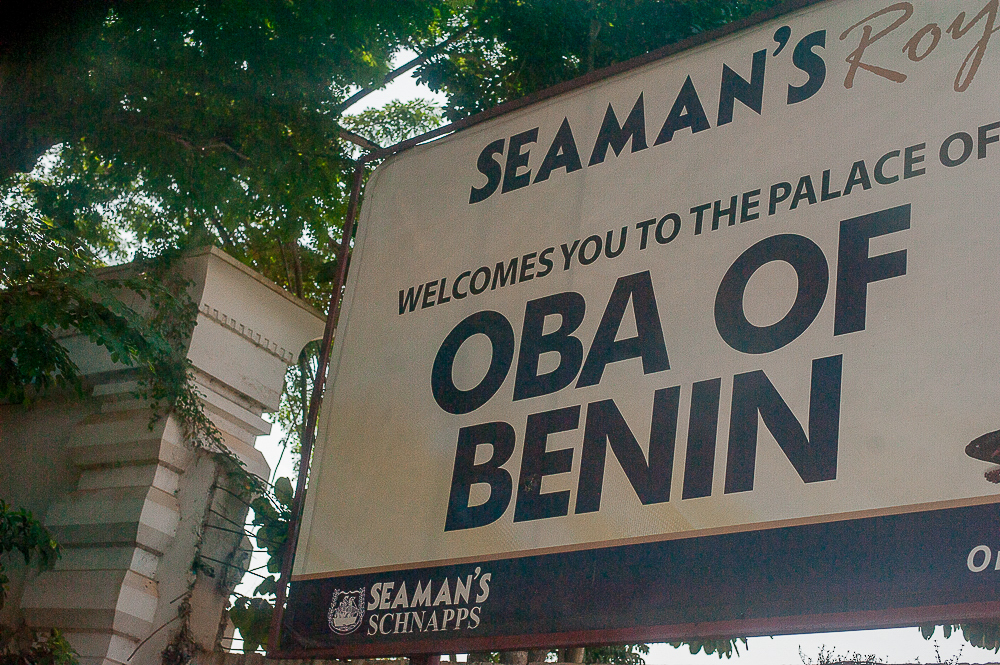